# 斯威夫特卡伦特
斯威夫特卡伦特（英语：Swift Current），加拿大萨斯喀彻温省西南部城市，位于穆斯乔以西170公里，梅迪辛哈特以东218公里。总人口15,503（2011年）。